# Аламеділья
Аламеділья (ісп. Alamedilla) — муніципалітет в Іспанії, у складі автономної спільноти Андалусія, у провінції Гранада. Населення — 699 осіб (2010).
Муніципалітет розташований на відстані близько 320 км на південь від Мадрида, 55 км на північний схід від Гранади.
На території муніципалітету розташовані такі населені пункти: (дані про населення за 2010 рік)
- Аламеділья: 670 осіб
- Ель-Ачо: 9 осіб
- Лос-Океалес: 5 осіб
- Ель-Пеньйон: 10 осіб
- Рамбла-де-лос-Лобос: 5 осіб

## Демографія
Динаміка населення (INE ):

## Галерея зображень

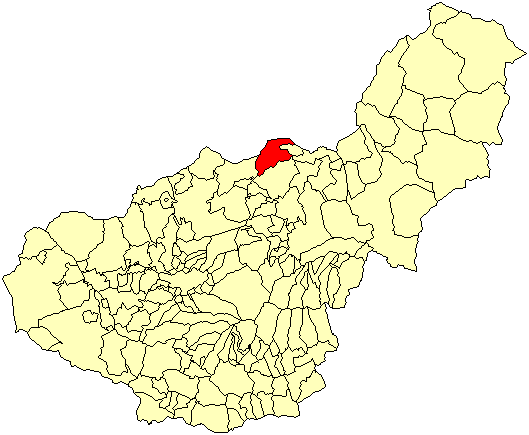
Розташування муніципалітету у провінції Гранада
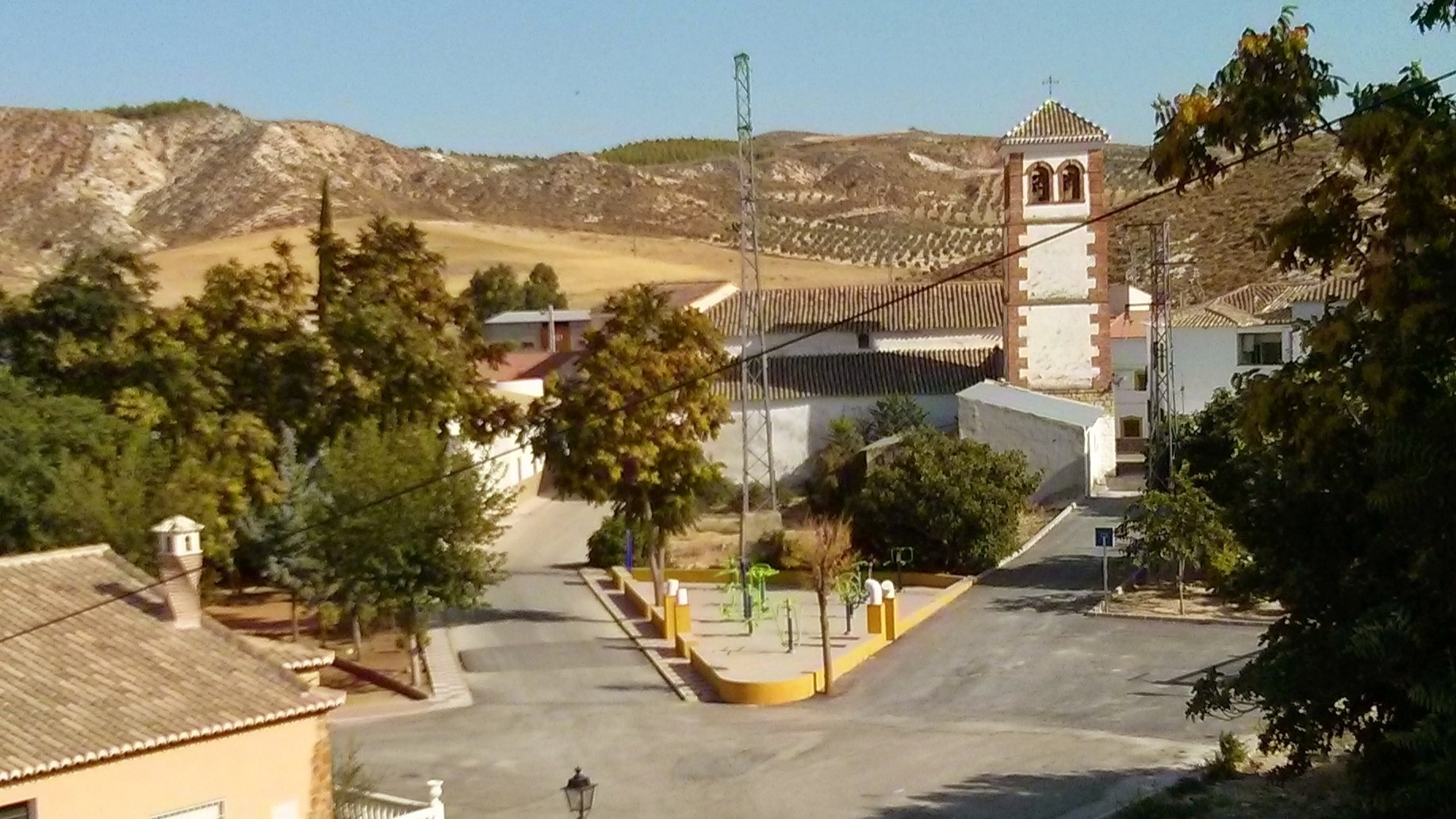
Вулиці Аламеділли (2014)